# Andrea Bertoni
Andrea Bertoni (1454 - 25 mai 1483) est un Italien catholique romain prêtre et un membre profès de l'Ordre des Servites de Marie. Bertoni a pris le nom religieux de "Giacomo Filippo" lorsqu'il a été admis chez les Servites et il est devenu le procureur du couvent où il vivait, de sa nomination jusqu'à sa mort.
L'approbation du "cultus" (ou dévotion populaire) du défunt prêtre le 22 juillet 1761 a valu au défunt prêtre la béatification par le pape Clément XIII, tandis que la ville de Faenza - d'où Bertoni était originaire - l'a nommé patron en 1762.

## Vie
Andrea Bertoni est né à Faenza de parents pauvres en 1454. Il fréquente souvent les églises de son quartier pendant son enfance et possède une dévotion ardente pour la Messe.
Il rejoint l'Ordre des Servites de Marie en 1453 à l'âge de neuf ans et est plus tard ordonné prêtre après avoir réussi ses études théologiques et philosophiques requises pour l'ordination. Il est nommé procureur de son couvent à Faenza, de sa nomination jusqu'à sa mort. Bertoni a pris le nom religieux de "Giacomo Filippo" lorsqu'il a fait sa profession. Il redoute d'offenser Dieu et se confesse fréquemment. Il a également - à une occasion - guéri un moine malade après avoir fait le signe de la croix sur ce dernier trois fois. Son premier biographe est Nicolò Borghese que Bertoni a guéri ; Borghese a écrit une chronique de la vie du prêtre trois mois avant la mort de ce dernier.
Le 24 mai 1483, il visite ses confrères servites et demande leurs prières en raison de sa mauvaise santé.
Bertoni meurt le 25 mai 1483 alors qu'il récite l'office divin et embrasse un Crucifix qu'il tient dans ses mains. Ses restes sont ré-inhumés dans la chapelle Manfredi le 15 avril 1594, tandis que ses restes sont ré-inhumés une fois de plus sur l'autel de saint Charles Borromée dans la Cathédrale de Faenza après que l'église où il se trouvait auparavant a été endommagée en novembre 1944 en raison de la Seconde Guerre mondiale.

## Béatification
Bertoni est béatifié le 22 juillet 1761 après que le pape Clément XIII a approuvé la dévotion populaire du défunt prêtre, tandis que Bertoni est choisi comme patron de Faenza dans un décret que le conseil de la ville a émis le 14 juillet 1762.